# Vladimir Cvetković
Vladimir Cvetkovic, en serbio: Владимир Цветковић fue un jugador de baloncesto serbio nacido el 24 de mayo de 1941, en Loznica, RFS Yugoslavia. Consiguió 4 medallas en competiciones internacionales con Yugoslavia. 

## Equipos
- 1959-1972 Estrella Roja